# Запад — 2017

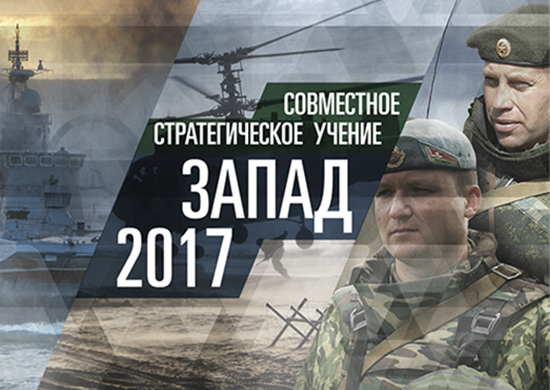
Коллаж Минобороны России совместных стратегических учений «Запад-2017» (ССУ «Запад-2017») вооружённых сил Союзного государства России и Белоруссии

«Запад — 2017» — совместное стратегическое учение (ССУ) Вооружённых сил Российской Федерации и Республики Беларусь, проходившее с 14 по 20 сентября 2017 года. По официальным данным, в учении принимали участие до 13 тысяч военнослужащих.

## Общая информация

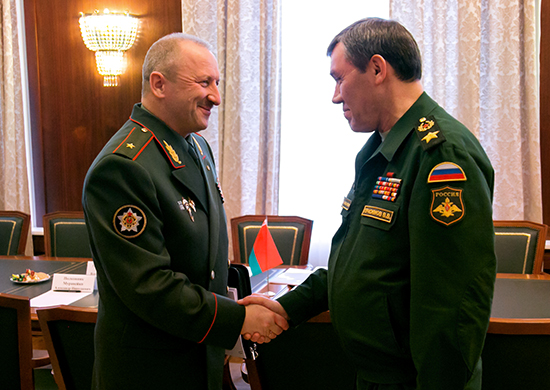
Руководители учений — начальники Генштабов ВС России Валерий Герасимов
и ВС Белоруссии Олег Белоконев

ССУ является плановым мероприятием и проводится раз в два года в соответствии с Решением президента Российской Федерации и президента Республики Беларусь от 29 сентября 2009 года.

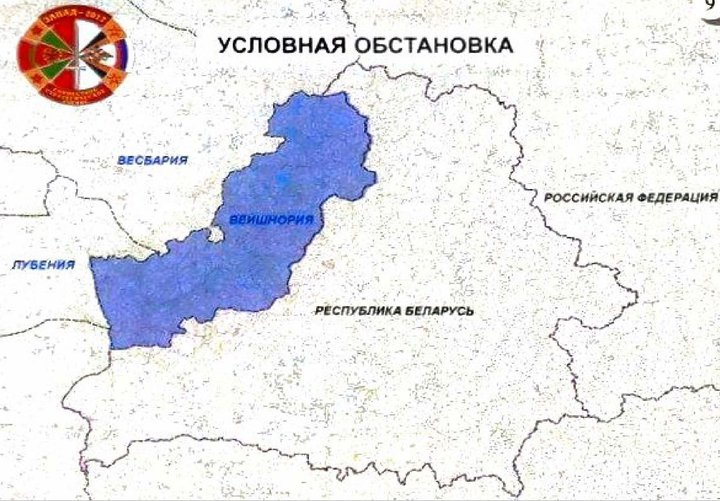
Условная обстановка учений (на карте выделена территория «Вейшнории»)

Учениями «Запад-2017» руководили начальник Генерального штаба Вооружённых сил Российской Федерации генерал армии Валерий Герасимов и начальник Генерального штаба Вооружённых сил Республики Беларусь генерал-майор Олег Белоконев.
Организаторы военных учений придумали три «страны-агрессора»: Вейшнорию (занимает большую часть Гродненской области, а также северо-запад Минской и Витебской областей), Весбарию и Лубению, которые нападают на Беларусь. Вейшнорию поместили в западной части Беларуси, Весбарию — на территории Литвы и Латвии, Лубению расположили в Литве и Польше.
Заявленная цель учения — проверка возможности России и Беларуси обеспечить безопасность Союзного государства, его готовность к отражению возможной агрессии, а также повышение слаженности органов военного управления, полевой и воздушной выучки соединений и воинских частей.
На ССУ «Запад-2017» приглашены международные наблюдатели от ОДКБ, ЕАЭС, СНГ, НАТО. Также в рамках сессии Парламентской ассамблеи ОБСЕ в Минске приглашение получили представители делегации ОБСЕ из США.
13 июля на заседании Совета Россия-НАТО представители Министерства обороны России провели брифинг, представив информацию по ССУ «Запад-2017»: отрабатываемые задачи, задействованные полигоны, привлекаемые силы и средства, численность личного состава и основные системы вооружений и техники. Аналогичный брифинг пройдет на площадке ОБСЕ. Перед началом учения в Москве состоится расширенный брифинг.
12 июля в Австрии в рамках форума ОБСЕ по сотрудничеству в области безопасности замначальника Генерального штаба ВС Республики Беларусь Павел Муравейко провёл брифинг по ССУ «Запад-2017». 29 августа заместитель министра обороны России генерал-лейтенант Александр Фомин провёл брифинг для журналистов и иностранных военных атташе о подготовке к учениям. Минобороны России провело пресс-туры на этапы учений для представителей российских и зарубежных СМИ. На официальном сайте Минобороны России, доступном на пяти языках, открыт раздел о подготовке и ходе учений.
Информирование о ССУ «Запад-2017» проводится с целью пресечения спекуляций и необоснованных обвинений в адрес предстоящего учения.
По окончании учений, с 21 сентября 2017 года, начался вывод воинских частей ВС РФ с территории Беларуси в пункты постоянной дислокации на территории России.

## Состав сил и организационные особенности

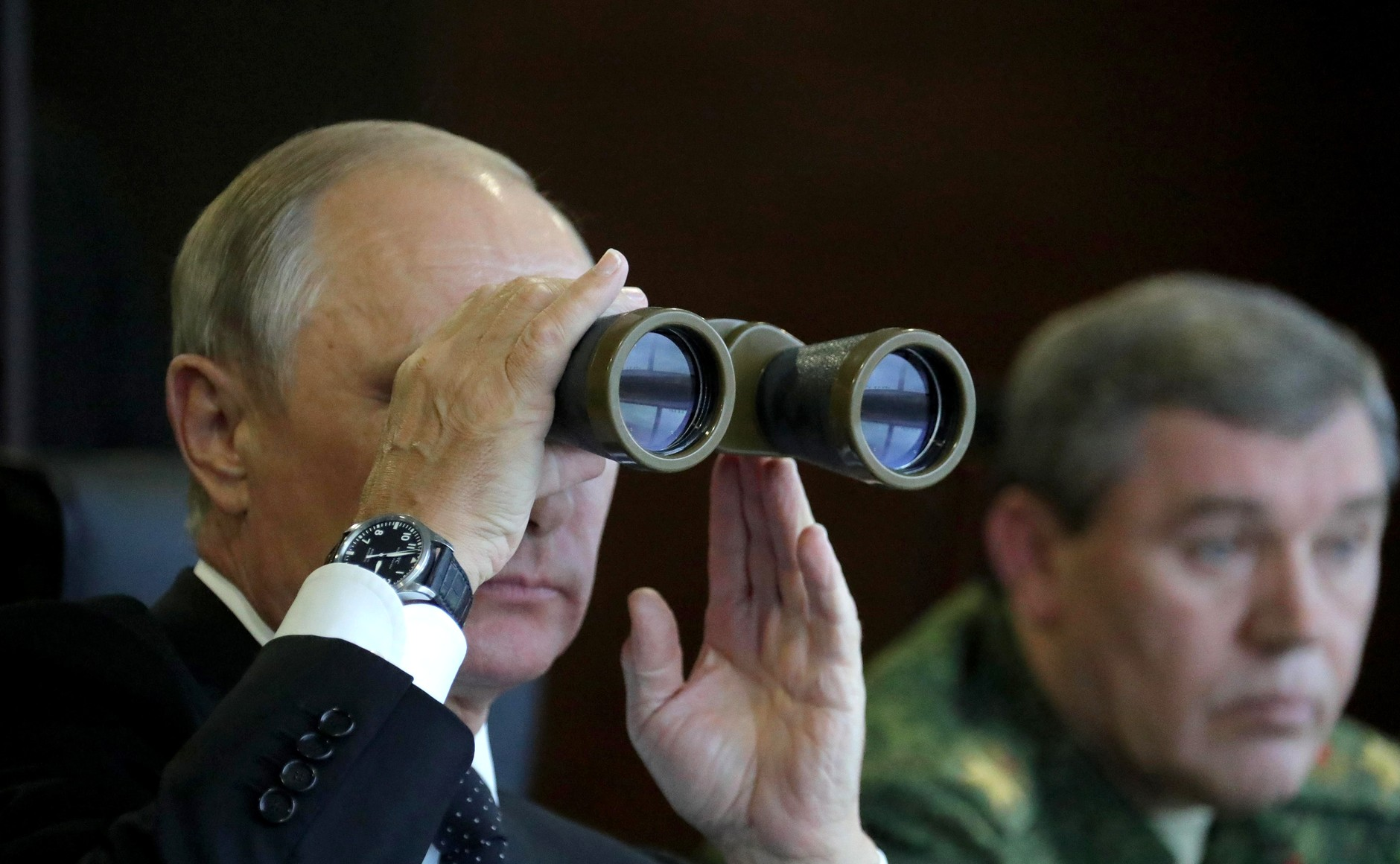
Верховный главнокомандующий ВС РФ Владимир Путин наблюдает за ходом учений. 18 сентября 2017 года

ССУ проводились в два этапа на территории Российской Федерации и Республики Беларусь. На территорию Беларуси прибыло около трёх тысяч военнослужащих ВС РФ. Всего, по данным минобороны двух государств, планировалось задействовать 12,7 тыс. военнослужащих (на территории Белоруссии — 10,2 тыс..)
Для планирования совместных действий со стороны России, кроме Минобороны, привлекались оперативные группы других силовых ведомств — МВД России, Росгвардии, ФСБ России и МЧС России.
К «Западу-2017» были привлечены часть сил и средств Западного военного округа, в том числе почти вся 1-я гвардейская танковая армия, 11-й армейский корпус, значительные части 6-й армии и 20-й гвардейской армии, Балтийский флот и три воздушно-десантных подразделения округа.
Поддержку сухопутных подразделений должны вести более 25 летательных аппаратов ВКС России, ВВС и ПВО Беларуси. Всего в учении были задействованы 680 единиц боевой техники (включая 250 танков, 200 орудий, миномётов и иное), 70 вертолётов и самолётов, 10 боевых кораблей Балтийского флота.
Для перевозки военнослужащих и боевой техники в Беларусь в период с 1 января по 30 ноября 2017 года Министерство обороны России заказало 4162 железнодорожных вагонов (2081 вагон в одну сторону). Для ССУ «Запад-2017» ориентировочно планируется использовать 1250 вагонов в одну сторону.
Практические действия ССУ «Запад-2017» в Беларуси отрабатывались на шести полигонах: Лепельский, Борисовский, Лосвидо, Осиповичский, полигонах ВВС и войск ПВО Ружанский, Домановский и одном участке местности вблизи населённого пункта Дретунь.
В России манёвры проводились на полигонах Лужский и Струги Красные в Ленинградской и Псковской областях, а также на полигоне Правдинском в Калининградской области.
18 сентября 2017 года основной этап совместных российско-белорусских стратегических учений на полигоне Лужский в Ленинградской области посетил Верховный главнокомандующий Вооружёнными силами России Владимир Путин. 20 сентября 2017 года с финальным этапом учений на полигоне Борисовский ознакомился Главнокомандующий Вооружёнными силами Беларуси Александр Лукашенко.

## Сценарий учений
Учения проводились в два этапа:
- I этап — завершение подготовки войск «для изоляции районов действий незаконных вооружённых формирований и диверсионно-разведывательных групп противника» и усиление группировки ВВС и войск ПВО для прикрытия важных государственных и военных объектов.
- II этап — «отработка вопросов управления войсками при отражении агрессии против Союзного государства».

## Международная реакция

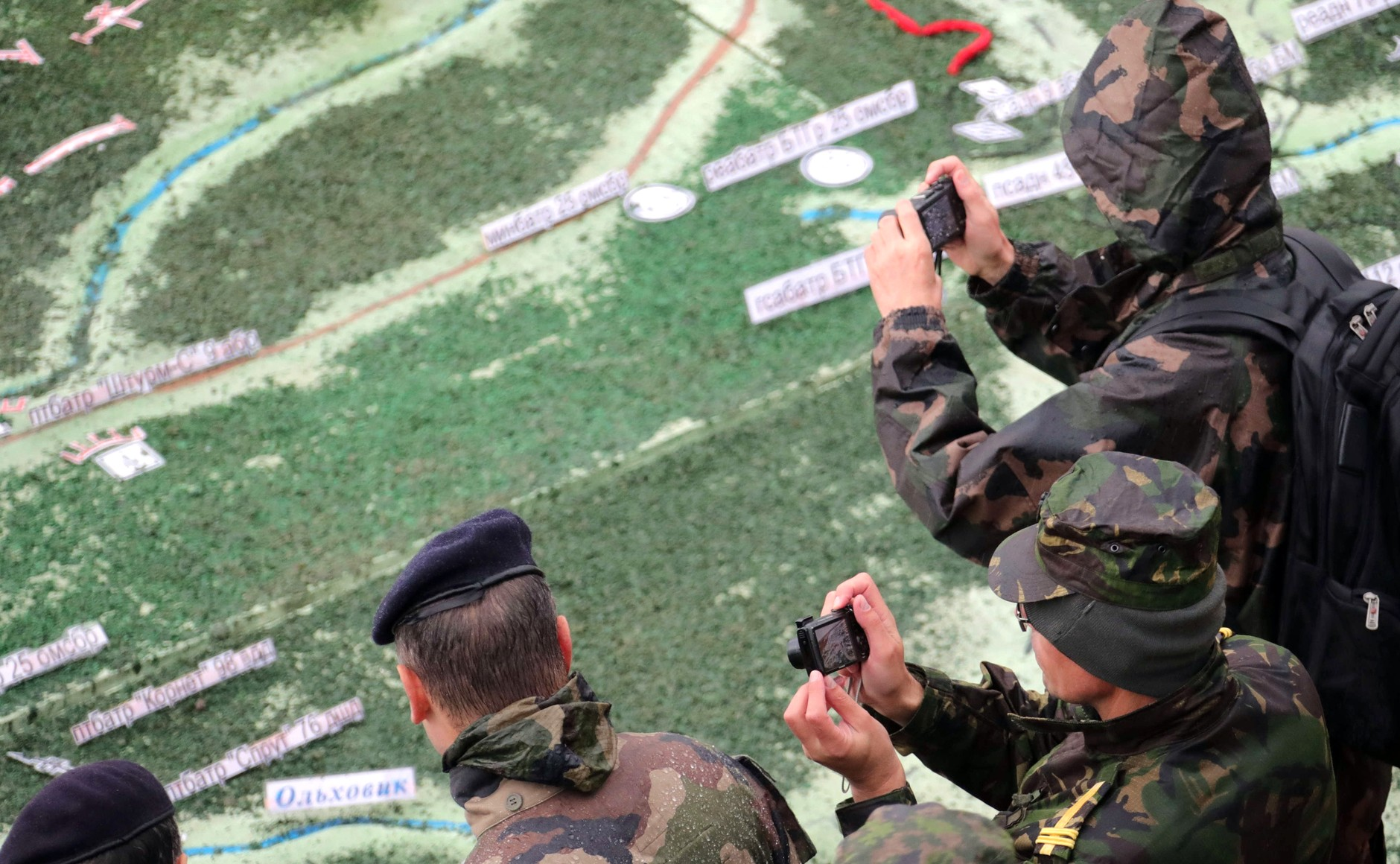
Иностранные наблюдатели на полигоне Лужский, 18 сентября 2017 года

Во время проведения подготовительных мероприятий к ССУ «Запад-2017» военно-политическое руководство стран — членов НАТО и других европейских государств периодически выступало с критикой в отношении российско-белорусского учения. Одним из обвинений было занижение числа военнослужащих — участников предстоящих манёвров, ибо по международным договорённостям на учения свыше 13 тыс. солдат полагается приглашать международных наблюдателей и наделять их весьма обширными полномочиями (например, контроль «театра военных действий» с воздуха и проведение спонтанных бесед с военнослужащими).
Генеральный секретарь НАТО Йенс Столтенберг выступал с требованиями сделать предстоящее учение максимально открытым, в соответствии с положениями Венского документа.
Президент Литвы Даля Грибаускайте заявляла, что предстоящее учение носит провокационный характер и свидетельствует о намерении России и Белоруссии развязать открытый конфликт с блоком НАТО.

Мы с беспокойством ожидаем учений «Запад-2017», во время которых концентрируются очень многочисленные и агрессивные силы, идёт демонстративная подготовка к войне с Западом.

Секретарь Совета национальной безопасности и обороны Украины Александр Турчинов, министр национальной обороны Польши Антоний Мацеревич и министр национальной обороны Литвы Раймундас Кароблис обвинили Россию и Беларусь в намерении оккупировать часть территорий Польши и Литвы в районе Сувалкского коридора.
Спикер Верховной Рады Украины Андрей Парубий заявлял, что задействованные в учении силы могут проникнуть на территорию Украины для осуществления диверсионной деятельности.
Руководство России и Беларуси сочли заявления представителей западного руководства неуместными. По заявлению Министра обороны Российской Федерации Сергея Шойгу, ССУ «Запад-2017» является плановым мероприятием оборонительного характера:

Данное мероприятие проводится раз в два года по совместному решению президентов России и Беларуси и носит исключительно оборонительный характер.

Об отсутствии наступательных целей ССУ «Запад-2017» заявил пресс-секретарь белорусского МИД Дмитрий Мирончик:

Официально и на высоком уровне государствам ОБСЕ была представлена информация о замысле и сценарии учений, их основных целях и задачах, местах проведения, силах и средствах, которые будут задействованы. На площадке ОБСЕ мы ещё раз особо подчеркнули, что учения «Запад-2017» носят исключительно оборонительный характер.

Также неоднократно заявлялось об открытости предстоящих манёвров для международных наблюдателей. С соответствующими комментариями выступали:
- Президент Белоруссии А. Лукашенко: «Мы ничего не скрываем и скрывать не должны. Если натовцы хотят присутствовать на нашем учении, милости просим».
- Министр обороны Российской Федерации С. Шойгу: «В установленные международными договорами сроки наши партнёры получат более детальную информацию об этом учении, как по дипломатическим каналам, так и через средства массовой информации»[19].
- Министр иностранных дел Белоруссии В. Макей: «Хочу ещё раз подчеркнуть, что они [учения] будут максимально транспарентными и открытыми для наблюдения».

Белорусской стороной приглашены 80 наблюдателей, в том числе от международных организаций (ООН, ОБСЕ, НАТО, СНГ, ОДКБ, МККК) и военные атташе от Латвии, Литвы, Польши, Украины, Эстонии, Швеции и Норвегии. Минобороны России сообщило о том, что за ходом учений наблюдало 95 представителей из 50 стран. В то же время в НАТО готовы предъявить России обвинение в сознательном занижении заявленного числа военнослужащих для минимизации присутствия международных наблюдателей.

## Реакция в Беларуси
29 августа, после публикации карты расположения условного противника и раздела территории Беларуси, появились шутки про Вейшнорию, как отдельную независимую страну со столицами в Гродно, Сморгони, Лиде и про миролюбивый и честный характер населения. Через определённое время шутка превратилась в идею создания виртуального государства. В настоящий момент Вейшнория существует как экстерриториальный проект виртуального государства с независимой властью и собственной финансовой системой, основанной на криптовалюте Талер.
8 сентября в Минске прошла акция протеста против учений, в которой приняли участие около 400 человек. Акция прошла под лозунгом «Эта страна наша, здесь не будет Раша!».
В августе 2022 года суд Лидского района вынес решение о признании экстремистской информационной продукции соцсетей Вейшнории. В республиканский список экстремистских материалов вошли: Youtube-канал «Veisnoria Production», телеграм-канал «Veisnoria \ Вейшнория», телеграм-чат «Veisnoria \ Вейшнория Чат», страницы с названием «Вейшнория» или Veisnoria в социальных сетях «ВКонтакте», Facebook, Instagram, «Одноклассники», аккаунт в TikTok.